# Victor Burgin
Victor Burgin (Sheffield, Inglaterra, 1941) es un destacado artista y ensayista inglés.

## Biografía
Estudió Bellas Artes en el Royal College of Art antes de viajar a Estados Unidos donde continuó su formación, en la Universidad de Yale.
Burgin fue reconocido inicialmente como artista conceptual. Trabajó en fotografía y cine, y llamó a la pintura como «práctica anacrónica para embadurnar tela de algodón».
Burgin ha sido profesor de Goldsmiths College, la Universidad de California en Santa Cruz.
En 1986, Burgin fue nominado para el Premio Turner.

## Libros
- thinking photography (1982)
- between (1986)
- the end of art and theory: criticism and postmodernity (1986)
- in/different spaces: place and memory in visual culture (1986)
- passages (1991)
- some cities (1996)

- Datos: Q450764